# Nichts als Ärger mit dem Typ
Nichts als Ärger mit dem Typ (Originaltitel: Outrageous Fortune) ist eine US-amerikanische Filmkomödie aus dem Jahr 1987. Regie führte Arthur Hiller, das Drehbuch schrieb Leslie Dixon.

## Handlung
Die sich gegenseitig unsympathisch findenden Lauren Ames und Sandy Brozinsky besuchen den Schauspielunterricht von Professor Stanislav Korzenowski. Beide lernen Michael Sanders kennen, mit dem sie sich verabreden. Eines Tages scheint dieser bei einer Bombenexplosion ums Leben gekommen zu sein, aber die Frauen erkennen im Leichenschauhaus an der Penislänge am unverbrannten Unterkörper seiner angeblichen Leiche, dass es sich nicht um ihren jeweiligen Geliebten handelt. Sodann stürzen sie sich eifersüchtig aufeinander, entschließen sich aber, sich auf der Suche nach Michael zu verbünden.
Als sie ihn, verfolgt von zwei Gruppen Männern und mit Hilfe der Schauspielkünste von Lauren, in Mexiko finden, versucht dieser, sie umzubringen. Sie lassen sich von einer der Männergruppen, der CIA, retten. Es stellt sich heraus, dass der CIA-Agent Michael Sanders zum Doppelagenten wurde, der für das KGB eine äußerst toxische Substanz gestohlen hat, die den Getreideanbau in den USA zunichtemachen kann. Professor Korzenowski als KGB-Agentenführer hatte seine beiden Schülerinnen als Kuriere benutzt, um in deren Notizbüchern Botschaften an Michael zu schicken.
Bei einer fehlschlagenden Übergabe der Substanz an die CIA bringt die von Michael als Geisel genommene Lauren die Substanz wie auch zu übergebendes Geld an sich. Michael kommt bei ihrer Verfolgung ums Leben. Die Frauen bleiben befreundet und treten gemeinsam im Theaterstück Hamlet auf, in dem Lauren den Prinzen und Sandy Ophelia spielt.

## Kritiken
Roger Ebert schrieb in der Chicago Sun-Times vom 30. Januar 1987, der Film sei zu sehr damit beschäftigt, die Genres zu vermischen. Die Handlung beinhalte – wie in etlichen fehlgeschlagenen Drehbüchern – zu viele Klischees wie CIA, Russen und Verfolgungsjagden.
Das Lexikon des internationalen Films schrieb, der Film sei eine „[s]chwungvolle, mitunter etwas derbe Komödie, die mit viel Action und originellen Gags das Agentenfilmgenre“ parodiere. Er besteche „vor allem durch ein sorgfältiges Buch und das unwiderstehliche Spiel der beiden ungleichen Hauptdarstellerinnen“.

## Auszeichnungen
Bette Midler wurde im Jahr 1988 für den Golden Globe Award in der Kategorie Beste Hauptdarstellerin – Komödie oder Musical nominiert. Sie gewann 1988 den American Comedy Award. Alan Silvestri erhielt 1988 den BMI Film Music Award.

## Hintergründe
Der Film wurde in Los Angeles, in New York City, in New Jersey und in verschiedenen Orten in New Mexico gedreht. Er spielte in den Kinos der USA ca. 52,86 Millionen US-Dollar ein. In seiner letzten, im Abspann nicht genannten, Filmrolle ist der frühere Tarzandarsteller Mike Henry zu sehen.